# Jezioro lawowe

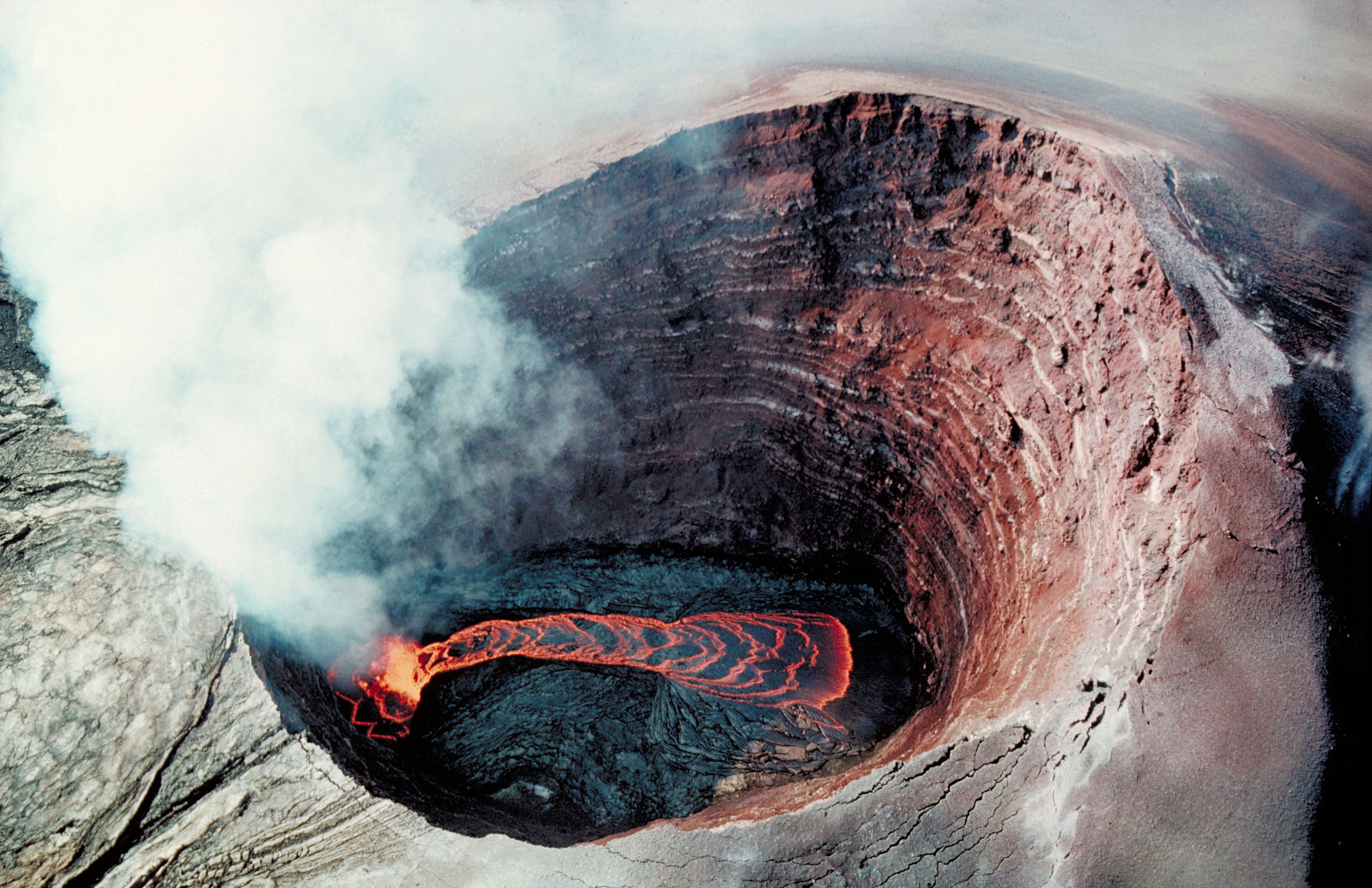
Jezioro lawowe w stożku wulkanicznym Puʻu ʻŌʻō wulkanu Kīlauea na Hawajach

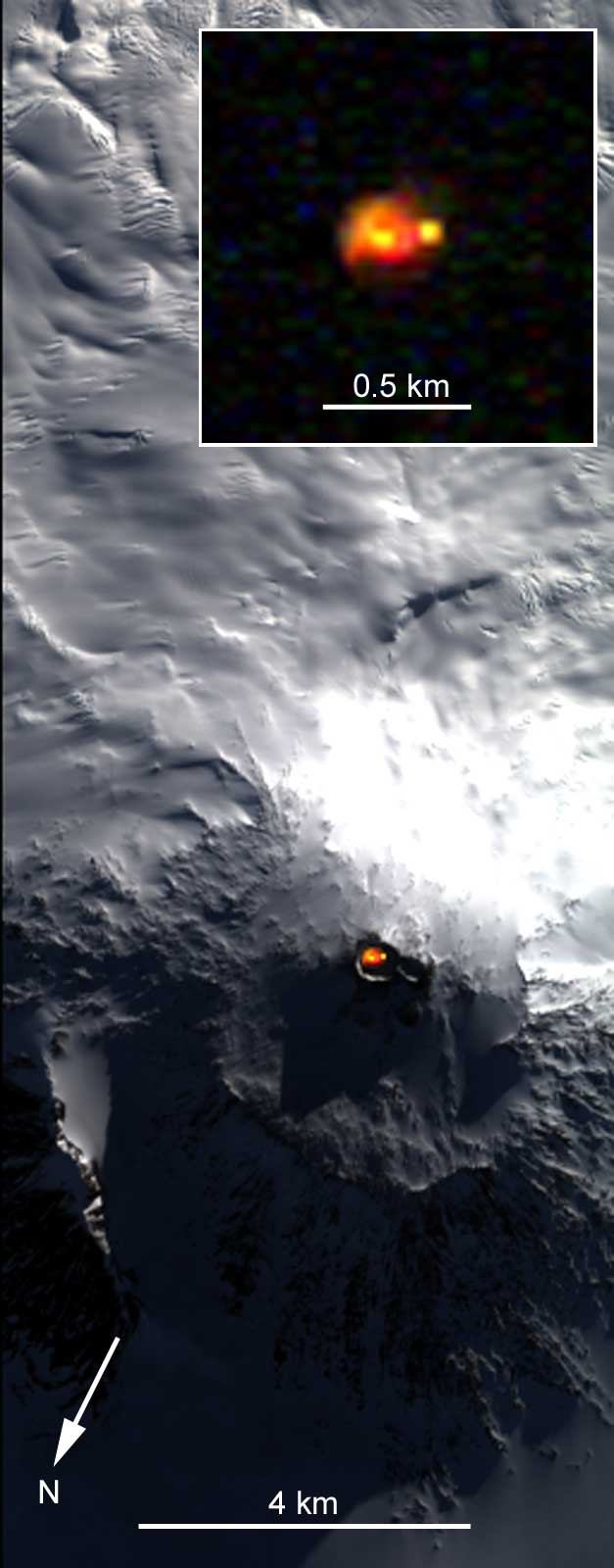
Zdjęcie satelitarne wulkanu Erebus z widocznym jeziorem lawowym

Jezioro lawowe – zbiornik lawy, zarówno płynnej jak i zastygłej, utworzony w obrębie krateru wulkanicznego lub innego zagłębienia terenu. Ze względu na to, iż zbiornik nie zawiera wody, lecz stopioną skałę, nie jest to jezioro sensu stricto.

## Jeziora lawowe na świecie
Obecnie na Ziemi istnieją trzy stałe jeziora lawowe. Znajdują się one w kraterach wulkanów:
- Erta Ale w Etiopii,
- Erebus na Antarktydzie,
- Nyiragongo w Demokratycznej Republice Konga.

Jeziora lawowe pojawiają się również w kraterach:
- Villarrica w Chile,
- Marum na wyspie Ambrim na Vanuatu, ostatnio w 2008 roku[1],
- Masaya w Nikaragui[2].

## Poza Ziemią

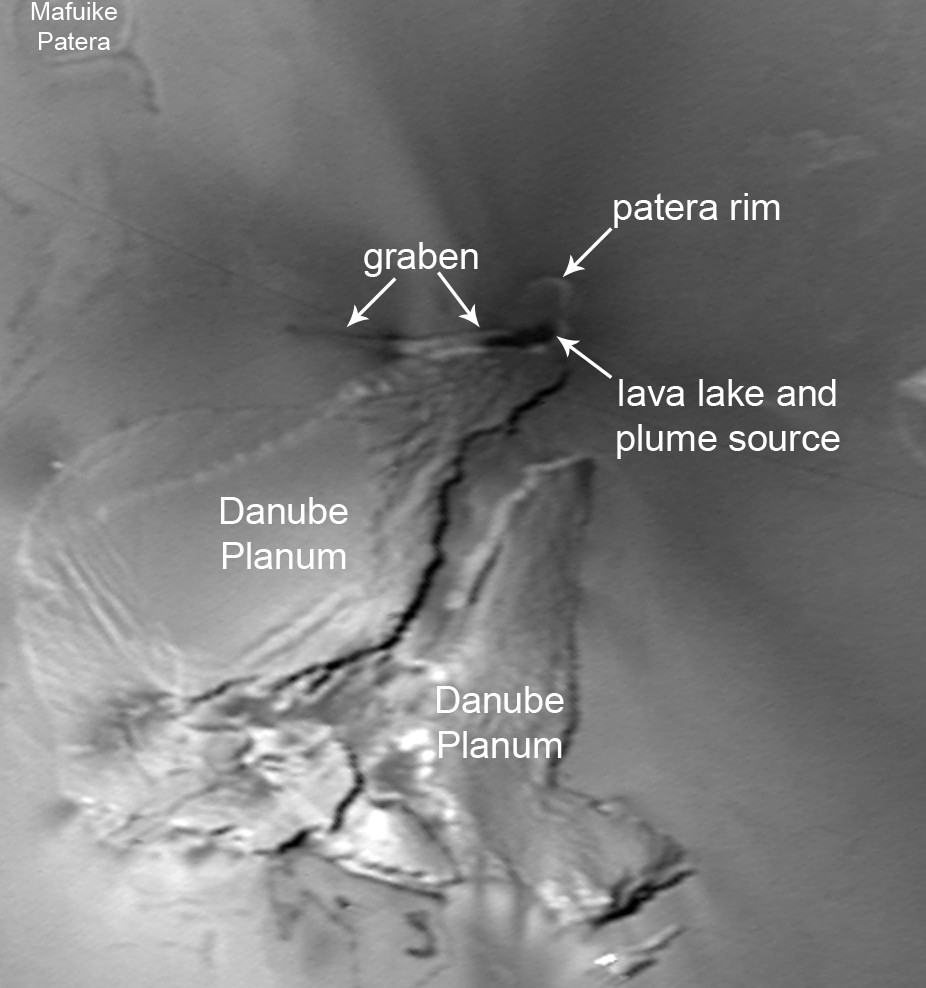
Zdjęcie wulkanu Pele na Io, z sondy Voyager 1

Jedynym miejscem poza Ziemią w Układzie Słonecznym, w którym potwierdzone jest zachodzenie zjawisk wulkanicznych, jest powierzchnia Io, księżyca Jowisza. Kilka z wulkanów Io, w tym Loki i Pele, posiada wewnątrz kraterów jeziora lawowe.